# Kōichi Kobayashi
Kōichi Kobayashi (小林 光一?; Asahikawa, 10 settembre 1952) è un goista giapponese. Fa parte di quel gruppo di sei campioni giapponesi di go che hanno dominato il gioco per tre decenni.

## Biografia
È stato uno degli allievi di Kitani Minoru, studiando in particolare con Masao Katō, Yoshio Ishida, Masaki Takemiya e Cho Chikun. Due anni dopo essersi unito al dojo di Kitani Minoru, è stato promosso al grado di 1-dan professionista. La sua prima vittoria in un torneo importante, è stata nel 4º Shin-Ei nel 1972. Nel 1976, ha vinto il primo dei suoi titoli maggiore, il Tengen.
Per buona parte della sua carriera, Kobayashi è stato considerato rivale di Cho Chikun, dato che i due giocatori si incontravano spesso nei tornei.
In seguito, ha sposato la figlia del suo maestro, Kitani Reiko, una 6 dan che ha vinto il All-Japan Women's Championship in diverse occasioni.  La loro figlia, Izumi Kobayashi, è fra le più forti giocatrici di go in Giappone e ha sposato il goista Cho U, a cui ha dato due figlie, entrambe goiste professioniste, Cho Kosumi e Cho Koharu.
Kobayashi è uno dei rari giocatori ad aver vinto più di 1200 partite da professionista. È stato detentore di numerosi titoli ed in particolare dei cinque principali titoli giapponesi: il Kisei, il Meijin, lo Jūdan, il Tengen ed il Gosei. Con 59 titoli, è il terzo giocatore giapponese di tutti i tempi.
Il 10 settembre 2012, il giorno dei suoi sessant'anni, Kobayashi ha ricevuto i titoli onorifici di Kisei, Meijin e Gosei; tutti titoli vinti per cinque anni consecutivi almeno una volta nella sua carriera.
Il suo allievo più conosciuto è Rin Kono, che ha vinto anch'egli numerosi titoli, fra cui il Tengen.

## Titoli
| Nazionali              | Nazionali                       | Nazionali                        |
| Torneo                 | Vittorie                        | Finalista                        |
| ---------------------- | ------------------------------- | -------------------------------- |
| Kisei                  | 8 (1986–1993)                   | 2 (1994, 1999)                   |
| Meijin                 | 8 (1985, 1988–1994)             | 3 (1986, 1995, 1997)             |
| Honinbo                |                                 | 4 (1982, 1990, 1991, 1992)       |
| Tengen                 | 6 (1976, 1984–1986, 1998, 1999) | 5 (1981, 1987, 1990, 1995, 2000) |
| Ōza                    |                                 | 2 (1985, 1992)                   |
| Jūdan                  | 5 (1984–1986, 1999, 2000)       | 4 (1987, 1992, 1994, 2001)       |
| Gosei                  | 9 (1988–1993, 1999, 2001, 2002) | 3 (1994, 2000, 2003)             |
| Agon Cup               | 1 (1999)                        | 1 (2004)                         |
| Ryusei                 | 3 (1997, 2002, 2003)            |                                  |
| NHK Cup                | 2 (1986, 2004)                  | 1 (1997)                         |
| Shinjin-O              | 2 (1976, 1977)                  |                                  |
| NEC Cup                | 3 (1995, 1999, 2004)            |                                  |
| Daiwa Cup              |                                 | 1 (2008)                         |
| Kakusei                | 3 (1994, 1997, 2001)            | 2 (1987, 2002)                   |
| Hayago Championship    | 4 (1972, 1981, 1986, 1997)      | 5 (1982, 1983, 1985, 2000, 2001) |
| Shin-Ei                | 2 (1972, 1975)                  | 2 (1974, 1979)                   |
| Prime Minister Cup     | 3 (1972, 1974, 1976)            |                                  |
| Igo Masters Cup        | 1 (2016)                        | 1 (2011)                         |
| Totale                 | 60                              | 36                               |
| Internazionali         |                                 |                                  |
| Fujitsu Cup            | 1 (1997)                        | 1 (1995)                         |
| Totale                 | 1                               | 1                                |
| Continentali           |                                 |                                  |
| Meijin Cina-Giappone   | 5 (1988–1991, 1993)             | 2 (1992, 1994)                   |
| Tengen Cina-Giappone   | 1 (2000)                        | 1 (1999)                         |
| Agon Cup Cina-Giappone | 1 (1999)                        |                                  |
| Totale                 | 7                               | 3                                |
| Totale in carriera     |                                 |                                  |
| Totale                 | 68                              | 40                               |